# جيوفانا لانسيلوتي
جيوفانا لانسيلوتي روكسو (ولدت في 21 مايو 1993 في ريبيراو بريتو، ساو باولو) هي ممثلة برازيلية من أصل إيطالي. اشتهر بالتمثيل في المسلسلات التلفزيونية قلب أحمق، غابرييلا، الشمس الثانية، جميعها على قناة غلوبو.

## نشأتها
ولدت جيوفانا لانسيلوتي في ريبيراو بريتو، لكنها نشأت في ساو جواو دا بوا فيستا الصغيرة، وفي عام 2008، غادرت المدينة التي نشأت فيها عندما كان عمرها 15 عامًا فقط لتعيش في العاصمة بهدف دراسة المسرح. في سن السادسة عشرة، أجرى اختبارًا لدخول في مسلسل مالهاساو، ولكنها لم تنجح، الأمر الذي اشعرها بالإحباط والتفكير في العودة إلى حياة ساو جواو.

## مسيرتها الفنية
قبل التمثيل في التلفزيون، شارك في مسرحيات ومقطعي فيديو موسيقيين، أحدهما لباندا سينما في أغنية "جاروتا راديكال"، والآخر لفرقة بيكاتو في أغنية "سينايس". في عام 2010، قامت باختبار أداء التمثيل في مسلسل تلفزيوني برازيلي مالهاساو ومسلسل تلفزيوني برازيلي عاطفة، لكنها فشلت. في ذلك الوقت فكرت في التخلي عن التمثيل والعودة إلى ساو جواو دا بوا فيستا. بعد تلك الفترة وفي عام 2011، اجتازت اختبار أداء دور سيسيليا اللطيفة، في مسلسل تلفزيوني برازيلي قلب أحمق، وشكلت شريكًا رومانسيًا مع جوناتاس فارو. بعد انتهاء المسلسل، وقعت عقدًا لمدة ثلاث سنوات أخرى مع قناة غلوبو. لشهرتها في المسلسلات، فازت بجائزة أفضل ممثلة جديدة لعام 2011 الحفل السادس عشر لأفضل فنان في العام، وهي جائزة تمنحها القناة التليفزيونية البرازيلية تي في جلوبو لأفضل فناني المذيع لعام 2011. وجائزة الممثلة الجديدة في جائزة الجودة الفنية البرازيلية لنفس الشخصية، تنافست على جائزة الإضافة التلفزيونية في فئة الوافدات الجدد وعلى جائزة كونتيجو لعام 2012، في فئة الرؤيا التلفزيونية. كما تنافست أيضًا على لقب قطة العام في جوائز ماي نيك 2011.
في عام 2012، تمت دعوة لانسيلوتي للانضمام إلى فريق عمل إعادة تصوير المسلسل التلفزيوني غابرييلا، بواسطة والسير كاراسكو، والتي لعبت فيه عاهرة ليندينالفا، لتلعب الشخصية قامت جيوفانا بقص شعرها حتى ذقنها. فازت بجائزة كيم التلفزيونية في فئة أفضل ممثلة مساعدة عن شخصيتها في المسلسل.
في عام 2013، لعبت جيوفانا دور البطولة في الفيديو الموسيقي لأغنية "Te Esperando" للمغني لوان سانتانا بعد فترة بعيدًا عن التلفزيون، تم اختيارها في عام 2014 للانضمام إلى فريق عمل المسلسل التلفزيوني معنويات عالية، كأول دور شرير لها. في نفس العام انضمت الممثلة إلى فريق عمل الفيلم بين النحل، مع فابيو بورشات، كما لعب دور البطولة في الفيديو الموسيقي لأغنية "Retrô"، لفرقة الباغود إيماجيناسامبا.

## حياتها الشخصية
واعدت المغني بي لانزا، العضو السابق في فرقة ريستارت بين عامي 2010 و2011، بدأت بمواعدة الممثل والمغني آرثر أغيار في سبتمبر 2012 وانتهت العلاقة في أكتوبر 2013. ثم واعدت الفنان جيان لوكا إيوبانك بين عامي 2016 و2017 لمدة عامين تقريبًا.

### التلفزيون
| عام  | العنوان       | الشخصية                      | ملاحظات         |
| ---- | ------------- | ---------------------------- | --------------- |
| 2011 | قلب أحمق      | سيسيليا ألينكار ماتشادو      |                 |
| 2012 | غابرييلا      | ليندينالفا ليل ("جميلة")     |                 |
| 2014 | معنويات عالية | بلجيكا بيريرا                |                 |
| 2015 | قواعد اللعبة  | لوانا سامبايو ستيوارت        |                 |
| 2016 | الشمس المشرقة | ميلينا فراغوسو دي أنجيلي     |                 |
| 2018 | الشمس الثانية | روشيل أثايد                  |                 |
| 2019 | شيبادوس       | نينا                         | الحلقة: “منقطع” |
| 2019 | شيبادوس       | نينا                         | الحلقة: "ممنوع" |
| 2019 | رقصة المشاهير | المشارك (المركز السابع)      | الموسم 16       |
| 2022 | موسم الصيف    | كاتارينا ترينداد فاسكونسيلوس |                 |